# Líder da Oposição na Câmara dos Comuns do Canadá
O Líder da Oposição Oficial da Câmara dos Comuns do Canadá é um membro da Oposição Oficial, não deve ser confundido com o Líder da Oposição oficial, mas geralmente é um membro sênior da bancada. O líder da Câmara é responsável por questionar o líder da Câmara do Governo sobre os próximos negócios da Câmara dos Comuns, negociando com o líder da Câmara do Governo e líderes da Câmara de outros partidos sobre o andamento dos negócios na Câmara e administrando os negócios da Oposição Oficial na Câmara dos Comuns.
A posição do Líder da Casa da Oposição evoluiu na década de 1950, quando cada partido da Oposição começou a designar um membro em particular para questionar o Líder da Casa do Governo sobre os próximos negócios da Casa. O título de Líder da Câmara da Oposição tornou-se oficial em 1963 e, em 1974, uma indenização anual especial foi atribuída ao cargo de Líder da Câmara em cada um dos partidos da oposição. O líder da Câmara também coordena a estratégia oficial do plenário da Oposição, geralmente com os líderes da Câmara de partidos de oposição menores. A posição é particularmente importante quando há um governo de minoria, ou um governo com uma pequena maioria, que pode ser derrotado por um voto de desconfiança se todos os partidos da oposição trabalharem juntos.